# أصدقائي (مجلة)
مجلة أصدقائي هي مجلة مصرية غير دورية للأطفال، تتكون من مختارات متنوعة. تطل من جميع المكتبات المسيحية بجمهورية مصر العربية، ليست هناك إشارة إلى تاريخ صدورها لكن صدر منها ما لا يقل عن عشرة أعداد بشكل غير دوري، ويتضح من محتواها أنها مجلة دينية للأطفال، تحوي المجلة على مقدمة عنوانها مع عمو كمال يجيب فيها على أسئلة بعض القراء. عدد هذه الصفحات في العدد الواحد سبع صفحات من بين 16 صفحة ملونة. تعتمد المجلة على المسابقات الدينية، وعادة ما ينشر أسماء الفائزين من كافة أنحاء مصر، دون الإشارة إلى أنواع الجوائز، وتنحصر مساهمات القراء في أسئلة دينية وإجابات من عمو عادل، المجلة لا تباع ولا تعتمد على الإعلانات.

## فريق المجلة
ترسل المكاتبات باسم عادل معتمي، نشأت ناشد، 10 شارع أحمد البراد، شبرا، مصر. الإعداد الفني: نسيم جرجس، قام بكتابة موادها عادل معتمي، نشأت ناشد، كمال البدري، نادية البدري، فايز البدري، حنان أديسون، سلوى صيموئيل، سوزي سمعان الرسامين: نسيم جرجس الذي رسم في العدد السادس أغلب صفحات الكرتون.

## الأبواب
- جواب علشانك
- أطلق شعبي
- المسابقة